# Amigos da Onça
Amigos da Onça foi um programa humorístico brasileiro exibido pelo SBT, baseado no americano Impractical Jokers da TruTV , que estreou em 7 de janeiro de 2013, exibido nas segundas às 22h45. No programa, os humoristas se revezam para realizar tarefas ordenadas pelos outros três que ficam nos bastidores da cena.
Foi reprisado entre  24 de março a 7 de abril de 2014, nas segundas-feiras às 18h30, dentro do programa Quem Não Viu, Vai Ver.

## Temporadas

### Primeira Temporada
A primeira temporada do programa estreou em 7 de janeiro de 2013 e terminou no dia 25 de março de 2013, contando com 11 episódios, sendo substituído pela nova temporada do programa Astros.
O programa contou com convidados como a apresentadora Eliana e o ator Lucas Santos o Paulo Guerra do Carrossel e nos micos foi participação do apresentador Ratinho e o lutador Jorge Macaco.
Lista de episódios da primeira temporada
Episódio 1 (7 de janeiro de 2013)
 
Episódio 2 (14 de janeiro de 2013)

Episódio 3 (21 de janeiro de 2013)

Episódio 4 (28 de janeiro de 2013)

Episódio 5 (5 de fevereiro de 2013)

Episódio 6 (18 de fevereiro de 2013)

Episódio 7 (25 de fevereiro de 2013)

Episódio 8 (4 de março de 2013)

Episódio 9 (11 de março de 2013)

Episódio 10 (18 de março de 2013) 

Episódio 11 (25 de março de 2013)

### Segunda Temporada
A segunda temporada estreou em 26 de Junho de 2013, com um sneak peek em 23 de Junho durante o Domingo Legal, o programa (Amigos da Onça) é exibido toda quarta às 23:00. Nessa temporada, aconteceu mais participações especiais de convidados. Entre eles, James Murr (da versão original Impratical Jokers). Essa temporada encerrou no dia 14 de agosto de 2013 e contou com 8 episódios, sendo 1 cancelado e apenas 7 exibidos completamente.
Lista de episódios da segunda temporada
Episódio 1: 26 de junho de 2013

Episódio 2: 3 de julho de 2013

Episódio 3: 10 de julho de 2013

Episódio 4: 17 de julho de 2013

Episódio 5: 24 de julho de 2013

Episódio 6: 31 de julho de 2013

Episódio 7: 7 de agosto de 2013 (encerramento oficial da segunda temporada)
Episódio 8: (não exibido)  (episódio cancelado)

### Terceira Temporada
Segundo o elenco do programa, a terceira temporada aconteceria em Janeiro de 2014 e o Edu Nunes disse em sua página no Facebook que não estão mais gravando, dando a entender que essa é a última temporada do programa. Fato que não ocorreu até o momento.

## Avaliação e críticas
O crítico do site JP Online, José Armando Vannucci por meio de seu blog Parabolica, argumentou que o programa talvez não teria força de se manter como programa solo todas as semanas, rendendo bons índices de audiência, e que ele poderia ser encaixado dentro de algum programa de variedades da emissora.

## Audiência
Na estreia do programa ele garantiu a emissora a vice-liderança com média de 7,6 pontos e pico de 9,2 pontos no Ibope na Grande São Paulo. Sendo o segundo programa mais visto do SBT.